# Şener Özbayraklı
Şener Özbayraklı est un footballeur international turc, né le 23 janvier 1990 à Artvin est un footballeur international turc. Il évolue au poste d'arrière droit à İstanbul Başakşehir.

## Biographie

### En club
Le 23 juin 2015, le joueur est transféré à Fenerbahçe, pour un montant d'1,6 million d'euros.

### En équipe nationale
Il reçoit sa première sélection en équipe de Turquie le 31 mars 2015, en amical contre le Luxembourg.